# Elohim Rolland
Elohim Rolland (Chamonix-Mont-Blanc, 3 maart 1989) is een Franse voetballer met Algerijnse roots. Rolland is een middenvelder die van 2015 tot 2020 onder contract lag bij KV Kortrijk.

## Carrière

### Frankrijk
Rolland genoot z'n jeugdopleiding bij Olympique Nîmes. Hij speelde nadien bij het B-team van AS Beauvais in de CFA 2 en vierdeklassers FC Villefranche en AS Lyon-Duchère. In 2014 verhuisde hij naar US Boulogne, waarmee hij zevende eindigde in de Championnat National. 

### KV Kortrijk
Rolland ondertekende in de zomer van 2015 een contract voor drie seizoenen bij KV Kortrijk. Hij maakte op 25 juli 2015 zijn debuut in de wedstrijd tegen Standard Luik, een wedstrijd die Kortrijk met 2-1 won. Zijn eerste doelpunt voor Kortrijk maakte hij een week later tegen Waasland-Beveren. In zijn eerste twee seizoenen was Rolland, die in september 2016 zijn contract verlengde tot 2020, een vaste waarde bij Kortrijk.
In de zomer van 2017 was Rolland persoonlijk rond met de Franse eersteklasser Dijon FCO, maar Kortrijk vond geen financieel akkoord met de club, waardoor de overgang niet doorging. Ook eersteklasser Stade Rennais en tweedeklasser RC Lens hadden interesse getoond in de middenvelder, voor wie Kortrijk anderhalf miljoen euro vroeg. In september 2017 scheurde hij zijn voorste kruisband op training, waardoor hij een groot deel van het seizoen 2017/18 miste. Na zijn revalidatie knokte hij zich weer bij de selectie van trainer Glen De Boeck. Onder Yves Vanderhaeghe vloog hij in december 2019 naar de B-kern na een aanvaring met een supporter. Op het einde van het seizoen 2019/20 liep zijn contract bij de club af.

### FC Bondues
Na een jaar zonder club zonder club leek Rolland in mei 2021 met Le Touquet AC een nieuwe club gevonden te hebben, maar uiteindelijk kwam het niet tot een samenwerking. Hij tekende uiteindelijk bij FC Bondues, een club uit de Régional 2 (het zevende niveau in het Franse voetbal).

## Statistieken
| Seizoen | Club            | Land               | Competitie           | Competitie | Competitie | Beker | Beker | Internationaal | Internationaal | Totaal | Totaal |
| Seizoen | Club            | Land               | Competitie           | Wed.       | Dlp.       | Wed.  | Dlp.  | Wed.           | Dlp.           | Wed.   | Dlp.   |
| ------- | --------------- | ------------------ | -------------------- | ---------- | ---------- | ----- | ----- | -------------- | -------------- | ------ | ------ |
| 2010/11 | AS Beauvais     | Vlag van Frankrijk | Championnat National | 0          | 0          | 0     | 0     | —              | —              | 0      | 0      |
| 2010/11 | FC Villefranche | Vlag van Frankrijk | CFA                  | 17         | 1          | 0     | 0     | —              | —              | 17     | 1      |
| 2011/12 | AS Lyon-Duchère | Vlag van Frankrijk | CFA                  | 10         | 2          | 2     | 1     | —              | —              | 12     | 3      |
| 2012/13 | AS Lyon-Duchère | Vlag van Frankrijk | CFA                  | 23         | 1          | 0     | 0     | —              | —              | 23     | 1      |
| 2013/14 | AS Lyon-Duchère | Vlag van Frankrijk | CFA                  | 26         | 8          | 1     | 0     | —              | —              | 27     | 8      |
| 2014/15 | US Boulogne     | Vlag van Frankrijk | National             | 29         | 5          | 5     | 0     | —              | —              | 34     | 5      |
| 2015/16 | KV Kortrijk     | Vlag van België    | Jupiler Pro League   | 31         | 5          | 0     | 0     | —              | —              | 31     | 5      |
| 2016/17 | KV Kortrijk     | Vlag van België    | Jupiler Pro League   | 34         | 2          | 3     | 0     | —              | —              | 37     | 2      |
| 2017/18 | KV Kortrijk     | Vlag van België    | Jupiler Pro League   | 3          | 0          | 1     | 0     | —              | —              | 4      | 0      |
| 2018/19 | KV Kortrijk     | Vlag van België    | Jupiler Pro League   | 21         | 2          | 2     | 0     | —              | —              | 23     | 2      |
| 2019/20 | KV Kortrijk     | Vlag van België    | Jupiler Pro League   | 6          | 0          | 1     | 0     | —              | —              | 7      | 0      |
| TOTAAL  | TOTAAL          | TOTAAL             | TOTAAL               | 200        | 26         | 15    | 1     | 0              | 0              | 215    | 27     |

Laatste aanpassing op 8 juni 2022.